# Dürnrohr (Gemeinde Zwentendorf)
Dürnrohr ist eine Ortschaft und eine Katastralgemeinde der Gemeinde Zwentendorf an der Donau im Bezirk Tulln in Niederösterreich.

## Geografie
Das Dorf befindet sich südlich von Zwentendorf und ist über die Landesstraßen L2195 und L2196 erreichbar. Im Osten führt die Landesstraße L115 am Ort vorüber. Zur Ortschaft zählen auch die Häusergruppen beim Fabriksweg und der Sackgasse, dagegen liegen die Häuser im Norden und östlich des Hauptortes in der nördlich angrenzenden Katastralgemeinde von Zwentendorf.

## Geschichte
Im Jahr 1822 wurde der Ort als Dorf mit 40 Häusern genannt, das nach Zwentendorf eingepfarrt war, wohin auch die Kinder eingeschult wurden. Die Herrschaft Nußdorf ob der Traisen besaß die Ortsobrigkeit, die Herrschaft Gutenbrunn übte die Landgerichtsbarkeit aus und die Herrschaft Zwentendorf besorgte die Konskription. Die Untertanen und Grundholde des Ortes gehörten den Herrschaften Nußdorf, Judenau, Stift Herzogenburg und Zwentendorf.
Laut Adressbuch von Österreich waren im Jahr 1938 in Dürnrohr drei Gastwirte, zwei Gemischtwarenhändler und ein Landwirt mit Direktvertrieb ansässig.
Im Jahr 1979 fassten die NEWAG und die Verbundgesellschaft den Beschluss, gemeinsam ein mit Kohle befeuertes Kraftwerk zu errichten. Dieses war bis 2019 in Betrieb.

## Sehenswertes
- Kraftwerk Dürnrohr, der Kamin misst 206,5 Meter und ist das höchste Bauwerk Niederösterreichs
- Müllverbrennungsanlage Dürnrohr